# Flüssiggas-Tankadapter

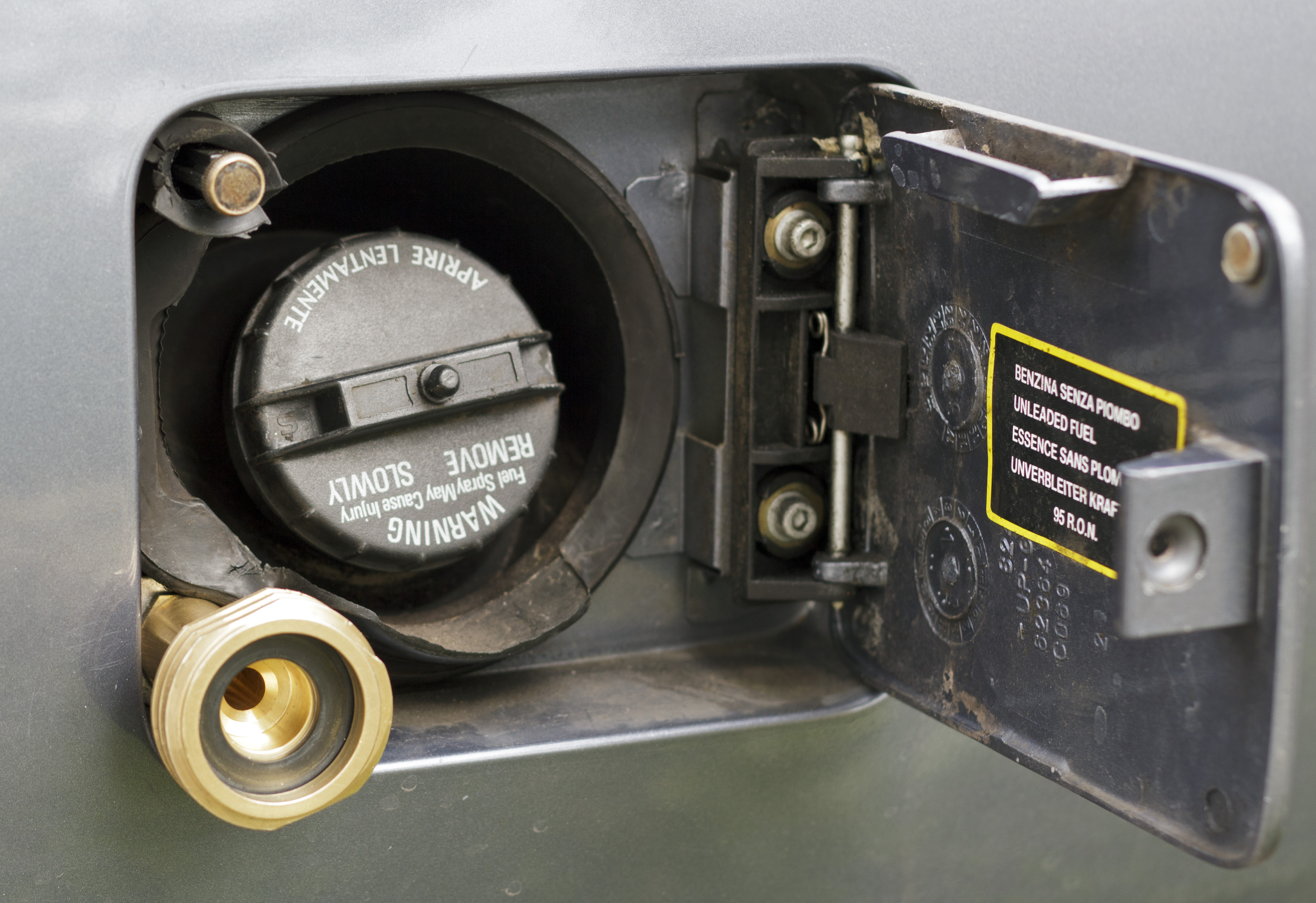
In die Tanköffnung eingeschraubter ACME-Tankadapter (links unten)

Ein Flüssiggas-Tankadapter ist ein mechanisches Zubehörteil zur Betankung eines Kraftfahrzeuges mit Autogas. 
Da die Betankung mit Flüssiggas unter Druck erfolgen muss, ist eine entsprechend abgedichtete Verbindung erforderlich. Hierfür liegt noch kein einheitlicher Standard vor, sowohl an Fahrzeugen als auch an Zapfstellen sind unterschiedliche Verbindungen anzutreffen. Um jedes Auto an jeder Zapfstelle betanken zu können, werden daher Adapter eingesetzt.
Als europaweit einheitlicher Anschluss ist der Euronozzle von der EU geplant, der aber noch keine weite Verbreitung gefunden hat. 

## Grundsätzliches
Die Adapterkörper sind in der Regel aus Messing gefertigt, wodurch Funkenbildung vermieden wird. 
Für LPG-Tankadapter gilt die ECE 67R-01. Nur wenn diese Zahl auf dem Adapter eingeprägt ist, ist er auch mit Sicherheit für einen Betrieb mit Autogas zugelassen. 

## Fahrzeugseitiger Anschluss
Der Tankstutzen des Fahrzeuges ist meist mit einem metrischen Schraubgewinde ausgestattet, die Größen reichen von M10 bis M22. Abgedichtet wird die fahrzeugseitige Verbindung in der Regel mit einem O-Ring am Außengewinde des Adapters.
Einem flüssiggasgetriebenen Fahrzeug liegen normalerweise passende Adapter für den fahrzeugseitigen Anschluss bei.
Da dieser Gewindeanschluss beim Betankungsvorgang beträchtlichen thermischen (Abkühlung) und mechanischen (Hebelarm der Zapfpistole) Lasten ausgesetzt ist, besteht er bei hochwertigen (und allen nach ECE zugelassenen) Adaptern aus Edelstahl.

## Zapfsäulenseitiger Anschluss
Für den Anschluss der Zapfpistole an den Auto-Adapter sind in Europa vier Systeme in Gebrauch: der ACME-Anschluss, der Dish-Anschluss, der Bajonett-Anschluss sowie der Euronozzle. Alle vier Systeme sind so konstruiert, dass beim Öffnungsvorgang der Zapfpistole zunächst eine druckdichte Verbindung zum Adapter hergestellt wird. 

### ACME-Anschluss

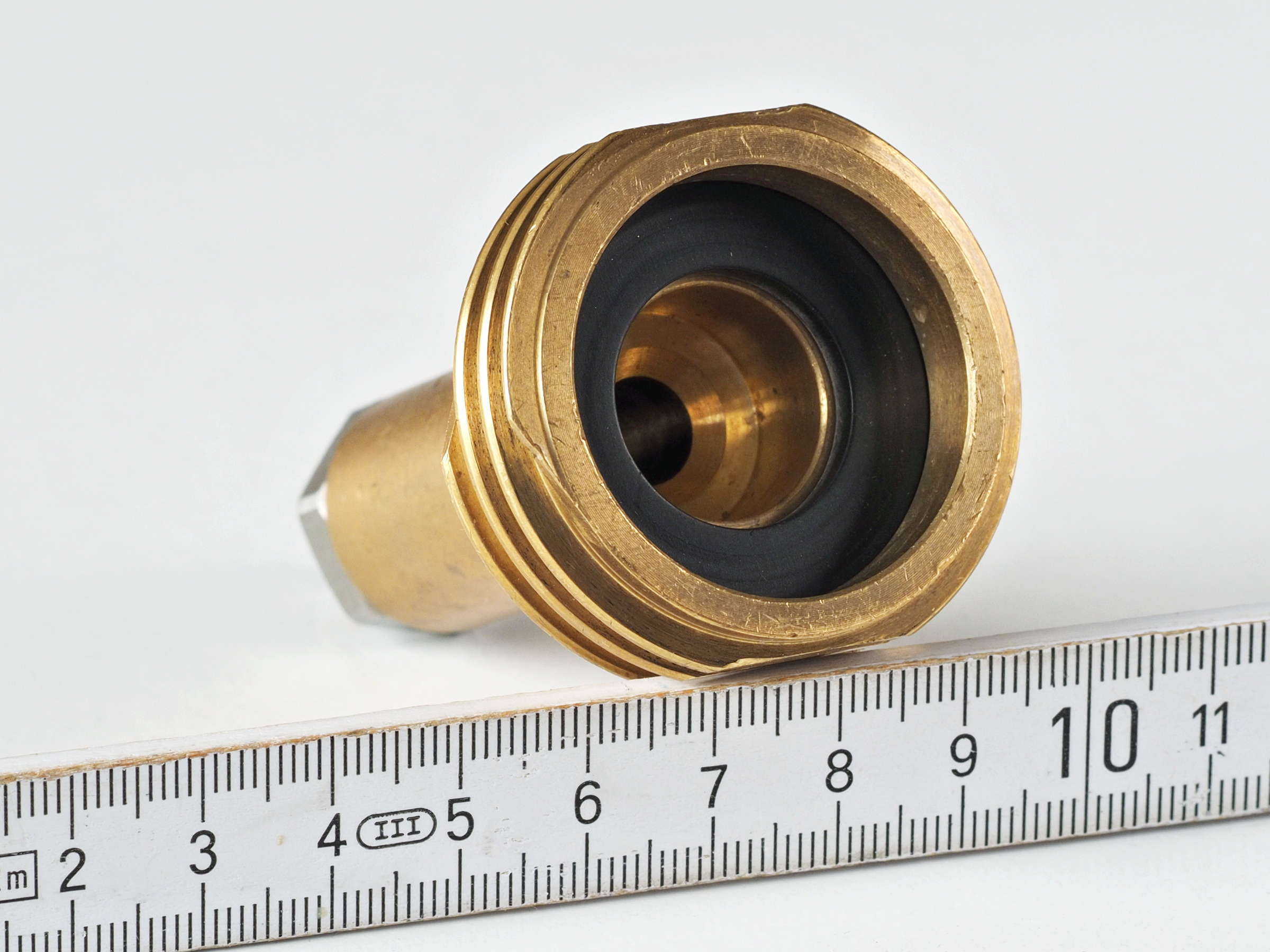
ACME-Anschluss

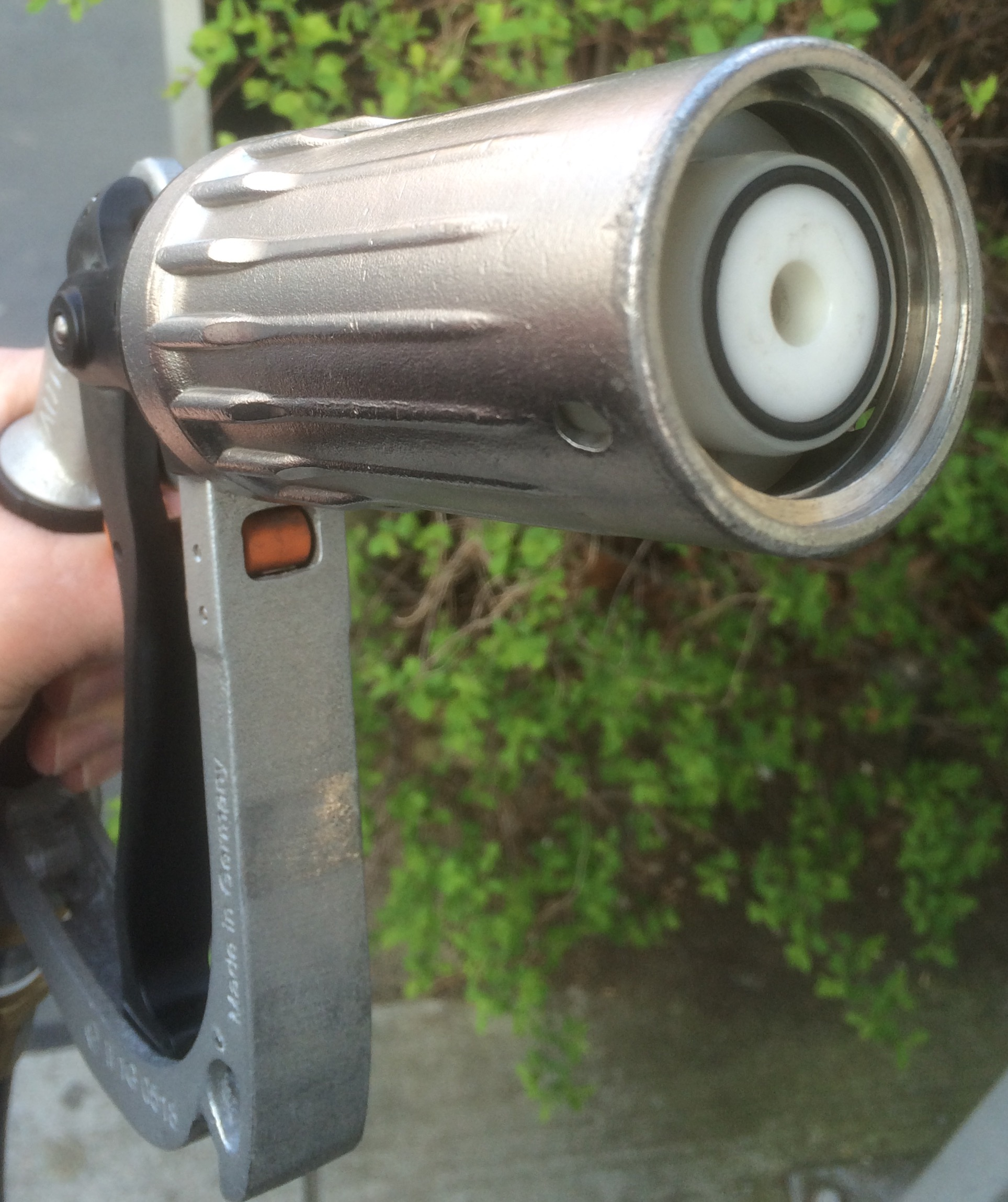
Zapfpistole für ACME-Anschluss

Der ACME-Anschluss zeigt auf der Außenseite ein Trapezgewinde nach ANSI/ASME B1.5:1997 bzw. ANSI/ASME B1.8. Der Außendurchmesser beträgt 1 3⁄4 Zoll, das entspricht 44,45 mm. Innen im Adapter liegt eine Gummidichtung auf einem Flansch auf.
Die Zapfpistole besitzt eine drehbare Hülse, die bis zum Anschlag auf den Anschluss aufgeschraubt wird. Anschließend wird das Zapfventil geöffnet. Dabei wird die Hülse nach hinten gezogen und das Innenteil der Zapfpistole auf die Gummidichtung im Adapter gepresst.

### Dish-Anschluss

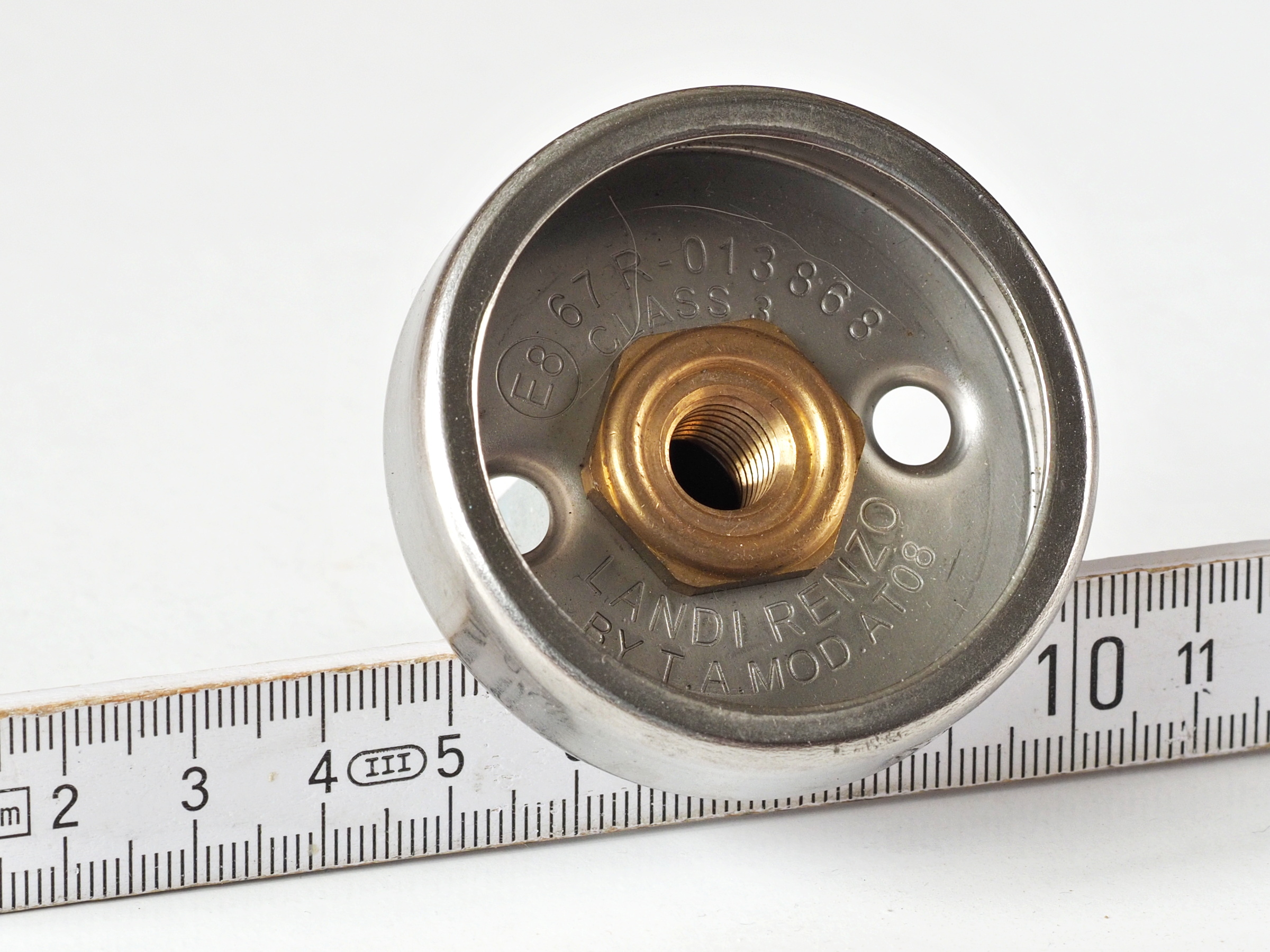
Dish-Anschluss

Maßzeichnung des Dish-Anschlusses

Der Dish-Anschluss, auch Italienadapter genannt, hat mit 54 mm den größten Außendurchmesser aller Anschlüsse, ist jedoch einfach aufgebaut. Er besteht aus einer Dose mit einem nach innen umgebördelten Außenrand, um die zentrale Bohrung der Innenseite ist ein metallener Dichtwulst aufgebracht. Das Verbindungsteil der Zapfpistole wird locker in die Dose eingeführt und dann das Zapfventil geöffnet. Dabei krallt sich die Zapfpistole erst unter dem umgebördelten Rand fest und stellt dann eine druckdichte Verbindung zum Innenwulst der Dose her. Bei diesem Anschluss ist die Zapfpistole in der Regel kleiner und leichter als bei den anderen. 
Fest am Fahrzeug installierte Dish-Anschlüsse weisen ein Innengewinde auf, in das Adapter auf andere Tankanschlüsse eingeschraubt werden können. 
Seinen Namen hat der Dish-Anschluss vermutlich daher, dass seine Form an ein Essgeschirr (englisch „dish“) erinnert.

### Bajonett-Anschluss

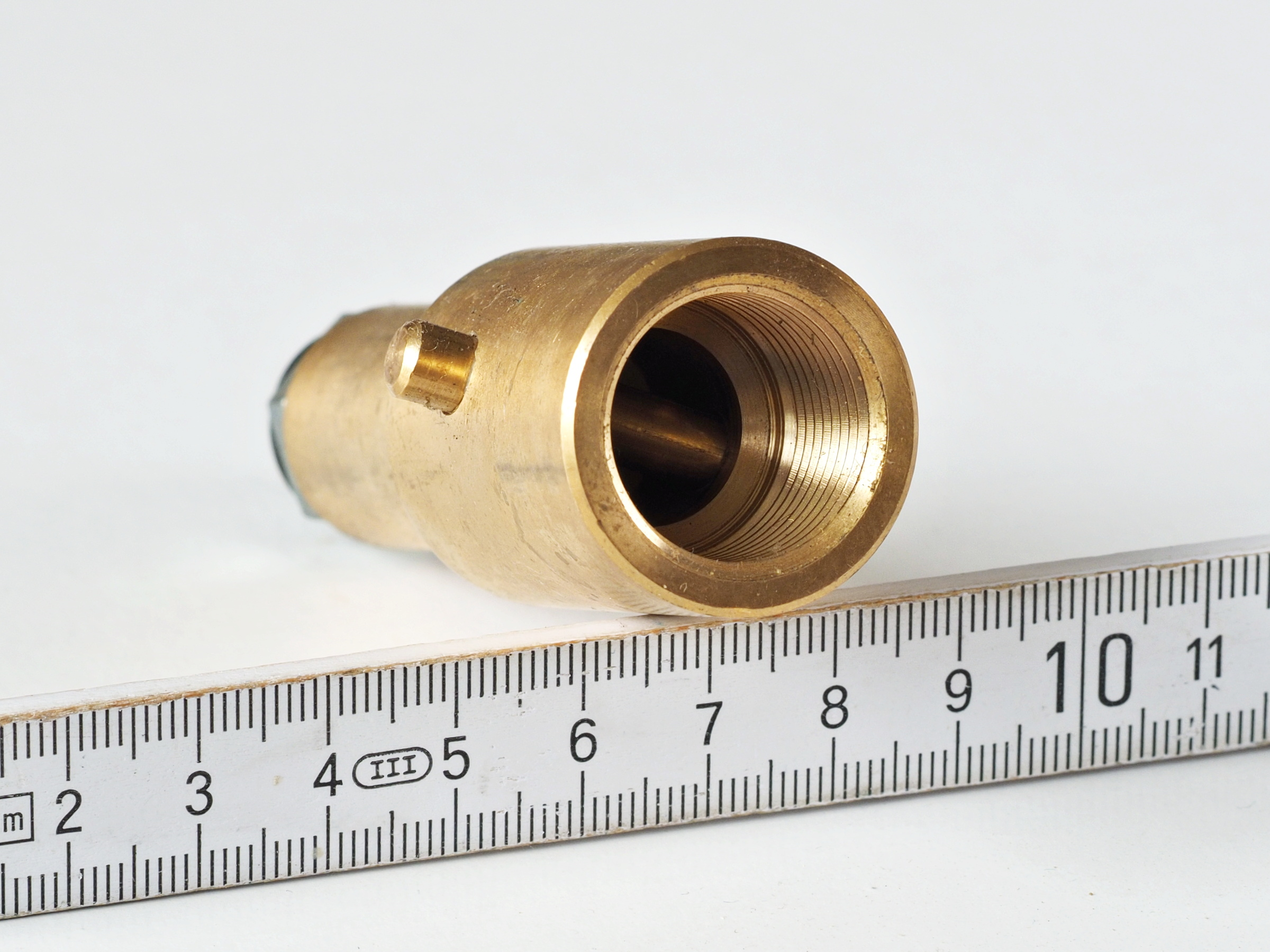
Bajonett-Anschluss

Der Bajonett-Anschluss weist zwei seitlich hervorstehende Zapfen auf, über die die Hülse der Zapfpistole geschoben und mit einer Vierteldrehung verriegelt wird. Beim Öffnen der Zapfpistole entsteht eine druckdichte Verbindung. 
Der Bajonett-Adapter weist zwar den geringsten Durchmesser aller Anschlusssysteme auf, dafür aber die größte Bautiefe, da die Arretierhülse der Zapfpistole relativ weit aufgeschoben wird. 

### Euronozzle

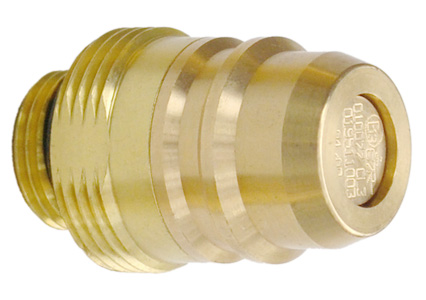
Euronozzle

Der Euronozzle-Anschluss wurde mit dem Ziel entwickelt, zumindest europaweit einen einheitlichen Anschluss zur Flüssiggasbetankung zu bieten und die anderen drei Systeme nach und nach abzulösen. Derzeit (2018) wird der Euronozzle in Spanien und Portugal eingesetzt.

### Japanischer/Koreanischer Anschluss

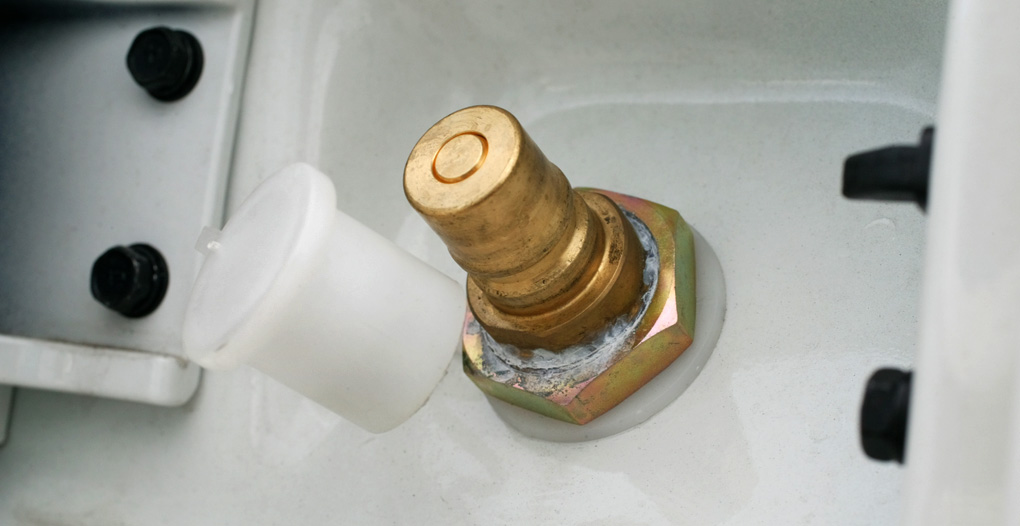
Japanischer/Koreanischer Anschluss

Der Japanische/Koreanische Anschluss wird in Japan und Süd-Korea verwendet.

Weltkarte LPG-Fülladapter

### Übersicht über die Verbreitung von Anschlüssen nach Ländern
| Land             | ACME | Bajonett | Dish    | Euronozzle |
| ---------------- | ---- | -------- | ------- | ---------- |
| Albanien         |      |          | ⚫      |            |
| Australien       | ⚫   |          |         |            |
| Belgien          | ⚫   |          |         |            |
| Bosnien          |      |          | ⚫      |            |
| Bulgarien        |      |          | ⚫      |            |
| Dänemark 1       |      |          | ⚫      |            |
| Deutschland      | ⚫   |          | selten2 |            |
| Frankreich       |      |          | ⚫      |            |
| Griechenland     |      |          | ⚫      |            |
| Großbritannien   |      | ⚫       |         |            |
| Irland           | ⚫   |          |         |            |
| Italien          |      |          | ⚫      |            |
| Kanada           | ⚫   |          |         |            |
| Kroatien         |      |          | ⚫      |            |
| Luxemburg        | ⚫   |          |         |            |
| Montenegro       |      |          | ⚫      |            |
| Niederlande      |      | ⚫       |         |            |
| Norwegen         |      | ⚫       |         |            |
| Österreich       | ⚫   |          | ⚫      |            |
| osteurop. Länder |      |          | ⚫      |            |
| Polen            |      | selten   | ⚫      |            |
| Portugal         |      |          | alt     | ⚫         |
| Rumänien         |      |          | ⚫      |            |
| Russland         |      |          | ⚫      |            |
| Schweden         |      |          | ⚫      |            |
| Schweiz          | ⚫   |          | ⚫      |            |
| Spanien          |      | alt      |         | ⚫         |
| Türkei           |      |          | ⚫      |            |
| Ungarn           |      |          | ⚫      |            |
| USA              | ⚫   | ⚫       |         |            |

1 In Dänemark gibt es nur sehr wenige Autogastankstellen. Die Webseite mylpg.eu listet landesweit vier Stationen auf.

2 Meist als Zweitanschluss neben einem ACME-Zapfschlauch.